# إد هيلي
إد هيلي (بالإنجليزية: Ed Healey)‏ هو لاعب كرة قدم أمريكية أمريكي، ولد في 28 ديسمبر 1894 في ماساتشوستس في الولايات المتحدة، وتوفي في 9 ديسمبر 1978 في ساوث بند في الولايات المتحدة.

## وصلات خارجية
- إد هيلي على موقع مرجع كرة القدم المحترفة.كوم (الإنجليزية)
- إد هيلي على موقع إن إن دي بي (الإنجليزية)